# Chamaeleo
Genre
Chamaeleo est un genre de sauriens de la famille des Chamaeleonidae.
Ce genre comprend en particulier la seule espèce présente naturellement en Europe, le Caméléon commun.

## Répartition
Les espèces de ce genre se rencontrent en Afrique, au Moyen-Orient, dans le sud de l'Europe et en Asie du Sud.

## Description
Ce sont les caméléons appelés « vrais ». Ils sont en général plutôt grands (en moyenne 20 à 40 centimètres, et jusqu'à 70 centimètres, héliophiles, dotés d'une longue queue et sont ovipares ou ovovivipares (ce dernier cas concerne en général les espèces vivant en milieu plus frais, en altitude par exemple). Ils se nourrissent d'insectes, parfois de petits vertébrés pour les plus grandes espèces, et certains consomment également des feuilles d'arbres. Ils ont tous un comportement principalement arboricole.

## Liste des espèces
Selon The Reptile Database (6 juin 2012) :
- Chamaeleo africanus Laurenti, 1768 — Caméléon Africain
- Chamaeleo anchietae Bocage, 1872 — Caméléon d'Angola
- Chamaeleo arabicus (Matschie, 1893) — Caméléon d'Arabie
- Chamaeleo calcaricarens Böhme, 1985 — Caméléon du Yémen
- Chamaeleo calyptratus Duméril & Duméril, 1851 — Caméléon casqué ou Caméléon casqué du Yémen
- Chamaeleo chamaeleon Linnaeus, 1758 — Caméléon commun
- Chamaeleo dilepis Leach, 1819 — Caméléon Bilobé
- Chamaeleo gracilis Hallowell, 1844 — Caméléon d'Afrique
- Chamaeleo laevigatus Gray, 1863 — Caméléon Lisse
- Chamaeleo monachus Gray, 1865 — Caméléon Moine
- Chamaeleo namaquensis Smith, 1831 — Caméléon du Namaqua
- Chamaeleo necasi Ullenbruch, Krause & Böhme, 2007 — Caméléon de Petr Nečas
- Chamaeleo senegalensis Daudin, 1802 — Caméléon du Sénégal
- Chamaeleo zeylanicus Laurenti, 1768  — Caméléon de Ceylan

## Étymologie
Le nom de ce genre, Chamaeleo, vient du grec χαμαε, « à terre », et λεων, « lion », soit « lion qui rampe ».

## Publication originale
- Laurenti, 1768 : Specimen medicum, exhibens synopsin reptilium emendatam cum experimentis circa venena et antidota reptilium austriacorum, Vienna Joan Thomae, p. 1-217 (texte intégral).